# ГЕС Нова Лакспана
ГЕС Нова Лакспана – гідроелектростанція у Шрі-Ланці. Знаходячись між ГЕС Каньйон та ГЕС Пойпітія, становить нижній ступінь однієї з гілок гідровузла у сточищі річки Келані, яка на північній околиці Коломбо впадає до Лаккадівського моря (західне узбережжя острова).
В межах проекту річку Маскелі-Оя (лівий витік Келані) перекрили бетонною гравітаційною греблею Каньйон висотою 27 метрів та довжиною 183 метри, яка утримує невелике водосховище з корисни м об’ємом 629 тис м3. Зі сховища починається дериваційний тунель довжиною 5,6 км, який прямує через правобережний масив та переходить у два напірні водоводи довжиною по 1,9 км з діаметром 1,7 метра.
Основне обладнання станції становлять дві турбіни типу Пелтон потужністю по 51,5 МВт, які при напорі у 519 метрів повинні забезпечувати виробництво 552 млн кВт-год електроенергії на рік. 
Відпрацьована вода потрапляє у водосховище греблі Лакспана та спрямовується на наступну станцію гідровузла.
Видача продукції відбувається по ЛЕП, розрахованій на роботу під напругою 132 кВ.
Можливо також відзначити, що біч-о-біч з машинним залом ГЕС Нова Лакспана знаходиться аналогічна споруда ГЕС Стара Лакспана, котра відноситься до іншої гілки гідровузла у сточищі Келані.